# Équipement de vie
Un équipement de vie, dans le domaine de l'astronautique, est le matériel permettant d'assurer dans l'espace des conditions acceptables de vie.
Les termes correspondants en anglais sont life support equipement et life support system.

## Référence
Arrêté du 20 février 1995 relatif à la terminologie des sciences et techniques spatiales.